# NGC 6647
NGC 6647 este o galaxie situată în constelația Săgetătorul. A fost descoperită în 18 iunie 1784 de către William Herschel.